# Enrique Castellanos Colomo
Enrique Castellanos Colomo (1925-1995) fue un político español, presidente de la Diputación Provincial de Madrid durante la Transición y diputado de la i legislatura de la Asamblea de Madrid.

## Biografía
Nacido el 27 de febrero de 1925 en Mérida, se doctoró en Ciencias Químicas. Fue jefe del servicio nacional de academias del Sindicato Español Universitario (SEU). En 1970 se convirtió en concejal del Ayuntamiento de Madrid en representación de los Colegios Profesionales Superiores. Un año más tarde, en 1971, se convirtió en diputado provincial. En 1977 sustituyó a José Martínez Emperador como presidente de la Diputación Provincial de Madrid, ejerciendo el cargo entre el 25 de abril de dicho año y el 22 de febrero de 1979. Hacia 1983 ingresó en Alianza Popular. Elegido diputado autonómico en las elecciones a la Asamblea de Madrid del 8 de mayo de 1983 dentro de la candidatura de Alianza Popular-Partido Demócrata Popular-Unión Liberal, en el último tramo de la legislatura formó parte del grupo mixto como diputado no agrupado.
Falleció el 27 de febrero de 1995 en Madrid.